# Chirurgie orthognathique

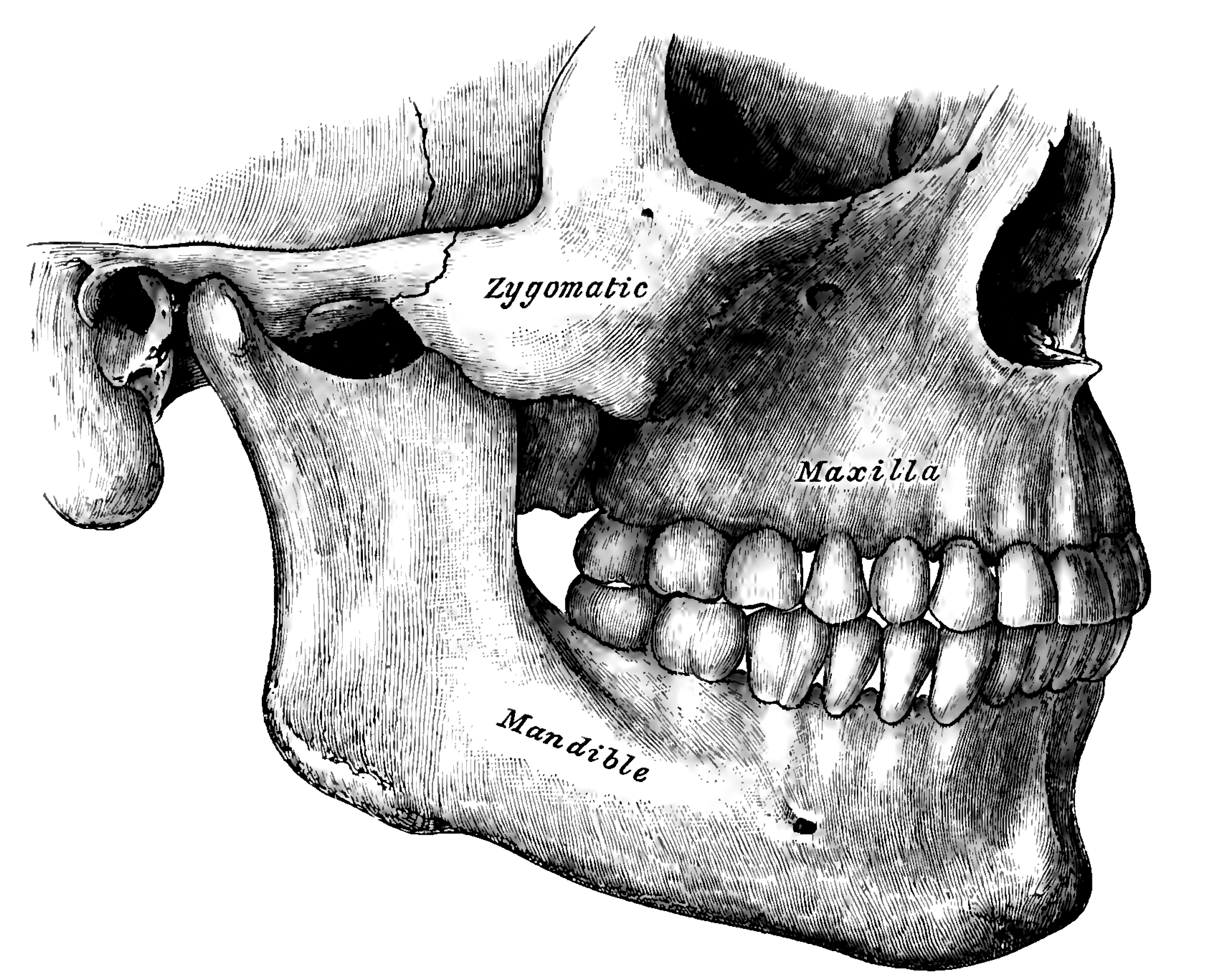
Vue de côté d'un crâne, montrant l'os zygomatique, le maxillaire, la mandibule et les dents.

La chirurgie orthognathique est la chirurgie des malformations congénitales ou acquises des mâchoires (maxillaire et mandibule).

## But de la chirurgie
Cette chirurgie a pour but l'obtention d'un engrènement dentaire ou occlusion idéale, d'une amélioration de la fonction notamment articulaire et une amélioration de l'esthétique. Au XXIe siècle, le développement des techniques orthodontiques et chirurgicales permet d’envisager un traitement visant l’obtention d’un articulé dentaire fonctionnel et stable au sein d’un visage rééquilibré et harmonieux.

## Types de chirurgie orthognathique

### Ostéotomie sagittale mandibulaire bilatérale
Selon le Dr Sylvain Chamberland, orthodontiste, l'ostéotomie sagittale mandibulaire bilatérale (OSMB) consiste en une coupe de la mandibule entre la branche montante et le corps mandibulaire.

### Ostéotomie de Le Fort I
Cette intervention mobilise toute l'arcade dentaire supérieure et le palais afin de corriger une anomalie de positionnement de ce dernier.

### Expansion palatine rapide assistée chirurgicalement
Également appelée disjonction maxillaire ou Le Fort I disjonction.
Dans certaines dysmorphies faciales, le palais, et donc le maxillaire est trop étroit. On parle d'endomaxillie. Anatomiquement, le palais présente une suture sagittale qui permet chez l'enfant, en la stimulant, d'élargir le maxillaire par l'intermédiaire d'un dispositif orthodontique. Chez l'adulte, cette suture est totalement ossifiée. Pour pouvoir élargir le maxillaire, il est donc nécessaire de rouvrir chirurgicalement cette suture puis de poursuivre par une distraction orthodontique comme chez l'enfant.
Cette intervention est fortement apparentée à une ostéotomie de Le Fort I au niveau de la technique chirurgicale. Néanmoins les suites opératoires sont en général beaucoup plus simples.
Elle est souvent réalisée au préalable (6 mois) d'une ostéotomie maxillomandibulaire.

### Avancée maxillomandibulaire
Une forme particulière de chirurgie orthognathique est l'avancée maxillomandibulaire, qui est notamment utilisée pour traiter l'apnée du sommeil ou les dysmorphoses faciales très importantes.
Cette intervention combine dans le même temps opératoire une ostéotomie de Le Fort I (plus ou moins associé à une disjonction) et une ostéotomie sagittale bilatérale de la mandibule.

## Coopération avec d'autres praticiens
L’association de l’orthodontiste et du chirurgien buccal et maxillo-facial est renforcée par la coopération d’autres praticiens tel le dentiste généraliste, le parodontiste, l’occlusodontiste mais aussi l’orthophoniste et parfois le psychologue.

## Âge recommandé
Cette chirurgie n'est habituellement faite qu'à l'âge adulte[source insuffisante] et recommandée avant l'âge de 25 ans[réf. nécessaire], car les os sont plus malléables. Elle est souvent recommandée pour traiter certains syndromes génétiques congénitaux, tels que le syndrome de Crouzon et le syndrome d'Apert.

## Génioplastie par glissement
Une chirurgie du menton appelée « génioplastie par glissement » est fréquemment associée afin d'optimiser le résultat. La réalisation d'une ostéotomie permet de libérer une arcade dentaire et de corriger sa mauvaise position. Elle nécessite de ce fait une collaboration étroite entre le chirurgien maxillo-facial et l'orthodontiste, chargé d'aligner les dents.